# رسوایی در خانواده (فیلم ۱۹۷۶)
رسوایی در خانواده (ایتالیایی: Scandalo in famiglia) یک فیلم کمدی سکسی سبک ایتالیایی است که در سال ۱۹۷۶ منتشر شد.

## گزیدهٔ بازیگران
- گلوریا گوئیدا
- کارلو جوفره
- اینس پلگرینی
- جانی نادزارو
- لوچانا تورینا
- ماریو مارانتسانا
- جوزپه آناترلی
- لوردانا مارتینز
- لوکریشا لاو